# Liste der Naturschutzgebiete in der Stadt Lübeck
In Lübeck gibt es sechs Naturschutzgebiete.
| Name des Gebietes                                           | Bild           | Kennung | WDPA   | Landkreis / Stadt                       | Beschreibung / Bemerkungen | Standort | Fläche in Hektar | Datum der Verordnung |
| ----------------------------------------------------------- | -------------- | ------- | ------ | --------------------------------------- | -------------------------- | -------- | ---------------- | -------------------- |
| Dassower See, Inseln Buchhorst und Graswerder (Plönswerder) | weitere Bilder | 12      | 81506  | Stadt Lübeck                            |                            | Position | 800              | 07.02.1983           |
| Dummersdorfer Ufer                                          | weitere Bilder | 55      | 81563  | Stadt Lübeck                            |                            | Position | 342              | 13.12.1991           |
| Grönauer Heide, Grönauer Moor und Blankensee                | weitere Bilder | 201     | 378091 | Kreis Herzogtum Lauenburg, Stadt Lübeck |                            | Position | 367              | 16.04.2013           |
| Schellbruch                                                 | weitere Bilder | 112     | 82516  | Stadt Lübeck                            |                            | Position | 146              | 30.11.1981           |
| Südlicher Priwall                                           | weitere Bilder | 178     | 319177 | Stadt Lübeck                            |                            | Position | 149              | 19.08.1998           |
| Wakenitz                                                    | weitere Bilder | 177     | 319270 | Kreis Herzogtum Lauenburg, Stadt Lübeck |                            | Position | 607              | 20.04.1999           |

## Quelle
- www.schleswig-holstein.de,Liste Naturschutzgebiete (Version vom Januar 2016)
- Common Database on Designated Areas Datenbank, Version 14